# Strykersville
Strykersville est une census-designated place du comté de Wyoming, dans l'État de New York, aux États-Unis,. En 2020, elle compte une population de 682 habitants.